# Morir dos veces
Morir dos veces (lit. Morrer duas vezes) é uma telenovela mexicana produzida por José Rendón para a Televisa e exibida entre 26 de fevereiro e 10 de maio de 1996.
Inicialmente era exibida às 20h, porém a partir de 25 de março de 1996 foi rebaixada para as 19h, trocando de lugar com a novela El premio mayor. Por não conseguir o sucesso esperado, a trama teve seu número de capítulos reduzidos, devido a muitas derrotas para a TV Azteca no horário nobre.
Foi protagonizada por Eduardo Palomo e Carina Ricco, co-protagonizada por Alejandra Ávalos e antagonizada por Manuel Landeta, Malena Doria e José Carlos Ruiz.

## Elenco
- Eduardo Palomo - Esteban Pizarro
- Carina Ricco - Silvana Ibanez
- Manuel Landeta - Cristóbal Ruiz / Andrés Acosta
- Alejandra Ávalos - Martha Luján
- Susana Alexander - Beatriz
- Irma Lozano - Carmen
- José Carlos Ruiz - Orduña
- José Elías Moreno - Aarón Zermeño
- Javier Díaz Dueñas - Mauricio
- Malena Doria - Doña Cuca
- Elizabeth Katz - Lucy
- Jaime Garza - Sergio Terán
- Octavio Galindo - Rubiano
- Vanessa Bauche - Carla
- Emely Faride - Yolanda
- Jaime Lozano - Isaías
- Luis Couturier - Enrique
- Constanza Mier - Andrea Ruiz
- Martha Ortiz - Gloria
- Ernesto Rivas - Nacho
- Carlos Rotzinger - Fernando Robles
- Fernando Sáenz - Víctor
- Enrique Singer - Julio Tafoya
- Jorge Victoria - Marcelino
- Jacqueline Robynson - Nancy
- María Dolores Oliva - La Chata
- Gonzalo Sánchez - Nicolás
- Susana González

## Exibição
Foi exibida pelo canal TLNovelas entre 15 de setembro a 28 de novembro de 1997.